# 高爾夫規則
高爾夫規則，是針對高爾夫球運動應該如何進行，以及違犯規則時應得處罰所制訂的一套標準規章與程序。透過共同編寫與管理，經由R&A（2004年從英國皇家古代高爾夫俱樂部轉移出來的分支機構）向世界各地頒布與發行，除了美國和墨西哥是由美國高爾夫協會（USGA）負責管轄之外。其出版品《高爾夫規則》採定期出版，內容包含業餘高爾夫的管理細則。
打開這本R&A手册的封面裡，開宗明義地闡述了一條不屬於任何規章卻是這項古老運動的軸心原則：「依該球之球位所處之狀態擊打，依你所碰見的比賽場地現狀比賽，而如你無法照上述任一進行時，則按公正的方式處理。但要按公正的方式處理，你需要了解高爾夫規則。」
附帶要提的是在這項運動進行時，任何人都會被要求遵守禮儀，一般而言對高爾夫球場場地應有的照護及對其他球員的尊重與體諒都是必須的。高爾夫禮儀被視與規則本身同等重要的行為守則。

## 歷史
在高爾夫規則標準化之前，幾乎所有的高爾夫俱樂部都有自己的一套規則，在許多大原則雷同之下也包含了一些细微的差異，例如允許移除樹葉和小石頭這類鬆散的妨礙物。在19世紀的末期，有愈來愈多的高爾夫俱樂部開始向聖安德魯高爾夫球員協會，也就是後來的R&A；或是利斯的紳士高爾夫球員會，也就是後來的愛丁堡高爾夫榮譽公司兩大團體的標準看齊。
歷史上最早的一份高爾夫規則文獻是1744年3月7日由利斯的紳士高爾夫球員會所草擬的，以用於當年4月2日舉辦的巡迴賽。這份內容包含了13條規則的文稿標題為《高爾夫球競賽的規則與條件》。 手寫的規則原稿目前被珍藏在蘇格蘭國家圖書館。
1. 你必須在一支球桿長度的範圍內架起該洞的開球。
2. 你的開球必須是架起在地面上。
3. 你不可以更換被你在開球區擊打出去的球。
4. 你不可以為了自己擊球的方便去移開石頭，骨頭或任何折斷的球桿，除了在平坦的果嶺上和你的球距離一支球桿長度的範圍內。
5. 如果你的球落入水中，或任何近水邊的雜亂區域，你有權利將球取出並在水障礙後方架起，你可以任意選擇合適的球桿繼續擊打並請你的對手為你這項取出球的行為多記上一桿的紀錄。
6. 如果你的球在任何地方被找到時緊緊貼著另一顆球，你有權要求暫時移開先前的那顆球，直到你將後到的這顆球打擊出去為止。
7. 在攻向球洞時，你要誠實地為你如何完成這個洞做紀錄，同時，也不要去觸碰你對手的球，没有必要為贏這個洞而使詐或說謊。
8. 如果你覺得你的球可能被撿走或其他任何方式造成已經遺失，你需要回到原來擊打的地點，接著拋下另一顆球繼續你的比賽，並請你的對手為你這項不幸的遭遇多記上一桿的紀錄。
9. 當没有人正在進行攻向球洞時，利用自己的球桿或其他物件來標示攻向球洞的路徑方向，是被允許的。
10. 如果一顆運動中的球被任何人、馬、狗或其他任何物件擋下，該球必須在被停止的地點和所處位置繼續擊打。
11. 如果你已經舉起你的球桿意圖擊打，當球桿向下運動的霎那，不論其結果是否有擊中球，甚或是球桿中途折斷而收手，這都必須計算為一桿的紀錄。
12. 任何一顆距離球洞最遠的球就具備了優先擊打的義務。
13. 為了保護海濱球場所築造的塹壕、溝渠或隄圍牆，亦或是場地內既有的散兵坑或防禦戰壕，應當都被視為球場設計內的障礙；但是被取出重新架起準備繼續擊打的球必須採用任何一款鐵桿來執行。

儘管這份由约翰·拉特雷簽署的規則在當時引發了眾多的爭議，以及對作者撰寫動機的質疑，但就其內容包含了打球順序、外力干擾、水障礙、脫困、擊球和處理遺失球作成桿數與距離的懲處等，仍堪稱是當代時尚運動中最完整的規範。拉特雷身為這份規則的唯一簽署者，並不代表他必須為此擔負完全的保證與責任；也因為他在愛丁堡高爾夫榮譽公司內突出的球技，使得他輕易地成為代表出賽的選手。根據這份新頒布的規則，他連同1745年4月的賽事兩度赢得了銀球桿的獎勵。

## 《高爾夫規則》（書籍）
《高爾夫規則》及《業餘身分規則》是由最高主管機構：英國R&A規則有限公司和美國高爾夫協會（USGA）透過經常不斷地與全世界其他高爾夫機構的相互諮詢與修訂，來定義高爾夫運動賽事如何進行，並安排每四年發行一次的出版品。這種針對規則共同修訂並同時發行的工作早在1952年就已開始，當時各自的規則編碼並不完全一致，直到2000年（藉著對附錄I中大量的次要項目作修訂）才底定。在2012年之前兩大機構各自印行内容相同卻編排差異的獨立版本。如今則是以相同的內容編排與封面向全球作统一的發行——唯一的小區别是出現在某些拼寫和它們的標誌。名稱為英國R&A規則有限公司的委員會則是從前身皇家古代高爾夫俱樂部在2004年分支出來，負責向全世界各地區作《高爾夫規則》及《業餘身分規則》修訂結果的頒布與發行；不過美國和墨西哥是由美國高爾夫協會（USGA）負責管轄。這兩大機構之間的合作與較勁，也為這項運動平添了不少趣味。
所謂的「規則」，其範圍同時涵括在以下出版品或公告內： 
- 《高爾夫規則判例》，是一本由美國高爾夫協會（USGA）與英國R&A規則有限公司為了解說眾多有關高爾夫規則的詢問每兩年共同出版一次的參考書。
- 當地規則由該高爾夫俱樂部的委員會制定，例如比賽場地（界定界限、邊界及物體之定位）、拋球、環境保護區（ESAs）等等。
- 《高爾夫規則》書內同時涵蓋了高爾夫禮儀的指導方針，用來規範參與這項運動賽事所有人應具備的適當行為。
- 某些專屬於比賽時才採用的規則，例如禁止在比賽回合中搭乘球車或其他交通工具，以及有關暫時性不可移動之阻礙物（TIOs）的範圍.
- 管制高爾夫選手使用裝備（高爾夫球桿及高爾夫球）的尺寸、外形和性能的規定，亦包含在《高爾夫規則》中（附錄I和附錄II）。
- 有關殘障人仕加入高爾夫運動賽事的規範，由英國R&A規則有限公司與美國高爾夫協會另外發行專書《殘障高爾夫球員之高爾夫特別規則》。

值得一提的是: 當美國高爾夫協會發表自己的差點和球場評等系统時，英國R&A規則有限公司卻未置可否地認定這只是各國相關之協會主管範圍，因此有關事項也應向其諮詢。
有鑑於位在英國聖安德魯的皇家古代高爾夫俱樂部成立的宗旨是以執行全體會員專屬活動的私人俱樂部。因此，自2004年1月1日起已將制定、解釋及裁決《高爾夫規則》及《業餘身分規則》之職責與代表權轉移至英國皇家古代規則有限公司（R&A Rules Limited）。

## 禮儀
在《高爾夫規則》書本的第一章就是對這項運動應有的禮節作成指導方針。因為打高爾夫大部分是在沒有裁判或仲裁者的監督下進行，因此這項運動有賴個人的誠實來表現對其他球員之體諒及對規則之遵守。不論競爭有多激烈，所有的球員都應以有紀律的態度、隨時表現禮貌和運動道德來約束自己，這就是高爾夫運動精神。
指導方針包含了：安全、對其他球員之體諒、打球速度、比賽場地上之優先權及比賽場地之照護等範圍。如球員皆遵守本章之指導方針，將使每個人更能享受打球之樂趣。如球員在一回合中或在一段時間中一直漠視此指導方針而損及他人，建議委員會考慮對違反之球員採取適當之懲戒措施。舉例而言，措施可以包括禁止一段時間在此球場打球或禁止一定次數之比賽；基於保護大部分遵循這些指導方針之球員之利益的觀點，這樣的措施被認為是正當的。如嚴重違反禮儀，委員會可以依規則33-7取消球員之比賽資格。

## 定義
規則書是以非常精確且審慎的方式編寫，應覺察且理解下列不同之用語：
- “可以”（may）＝非必須的 。
- “應該”（should）＝建議。
- “必須”（must）、“決不可”（must not）＝指示（且不實行即處罰）。
- “一球”（a ball）＝你可以以另一球替代（例：規則26、27 及 28）。
- “該球”或“此球”（the ball）＝你決不可用另一球替代（例：規則24-2 及25-1）。

所以了解定義便成了閱讀《高爾夫規則》的入門功課，此規則書列出超過50條之術語之定義遍及本書中（例：異常地面狀況、果嶺通道等），且這些形成了作為打球規則編寫之基礎。充份了解術語之定義，是對規則之運用非常重要的一環。

## 規則概要
以下為《高爾夫規則》及《業餘身分規則》2016-2017年中文版內容摘要：。英國R&A規則有限公司和美國高爾夫協會（USGA）2018年度針對現行規則做較多的更改，修訂完成頒布後將於2019年1月1日起實施。
- 規則1 – 比賽

- 1-1 通則： 高爾夫比賽是依據規則，用一支球桿從開球區打出一球，以一打擊或 接續之打擊將球打進球洞內所構成。
- 1-2 對球之移動施加影響力或改變實質之條件： 球員決不能：(i) 採取意圖影響一比賽球之移動之行動，或 (ii) 意圖影響一洞之比賽而改變其實質之條件。 例外： 1. 如行動被另一規則所明確允許或禁止時，則受該規則之管制，而非 規則1-2。 2. 採取之行動若僅是為了照護比賽場地，則非規則1-2之違反。
- 1-3 規避規則之約定： 球員決不可以約定排除任何規則之效力，或約定規避所招致之任何處罰。
- 1-4 規則未含蓋之爭點： 如任何爭點未為規則所含蓋，應依衡平原則予以裁定。

- 規則2 – 比洞賽

- 2-1 通則： 除非委員會另有規定，否則比洞賽是在規定回合中由一方對抗另一 方所構成。 在比洞賽，球賽是以各洞之比賽來進行。 除非規則另有規定，否則是以較少桿數打進洞的一方贏得該洞。在 差點比洞賽中，以淨桿數較少的一方贏得該洞。 比洞賽的成績計算是以三個術語表示：「領先幾洞」或「平手」，以及尚有多少洞「要打」。 當一方領先之洞數與所餘要打之洞數相等時， 稱為「鬥美 (dormie)」。
- 2-2 平手的洞： 如各方以相同桿數打完一洞，則該洞為平手。當一位球員打完一洞，而其對手尚差一打擊可為平手時，如該球員在這時招致處罰，則該洞成為平手。
- 2-3 比洞賽之勝方： 如一方領先之洞數大於所餘要打之洞數，即為該組比洞賽之勝方。如不分勝負時，委員會可為該組比洞賽延長該規定回合需要之洞數直到分出勝負為止。
- 2-4 比洞賽、洞或下一打擊之讓與： 球員可以在該組比洞賽開始或結束之前隨時讓與該組之比賽。球員可以在某一洞開始或結束之前隨時讓與該洞。只要對手之球處於靜止狀態，球員可以隨時讓與其對手之下一打擊，該對手被認為是以他的下一打擊將球打進洞，且任一方均可將該球移開。讓與不得拒絕或撤回。
- 2-5 對程序之疑義 - 爭執與申訴： 在比洞賽，如比賽雙方發生疑義或爭執，球員可以提出申訴。如在 合理的時間內，委員會正式授權之代表不能立即趕到現場，雙方必須繼續比賽不得延誤。申訴唯有在它已按及時的方式提出，且提出申訴的球員在那個時間告知其對手下列二件事時：(i) 他正在提出申 訴或需要裁決，及 (ii) 該申訴或裁決所根據之事實，委員會方予以考慮之。一項根據相關事實之發現而造成之申訴，如球員是在下列時機提出，將被認為已按及時之方式提出 (i) 在該組任一球員從下一洞開球區開球之前，或 (ii) 如是該組所打之最後一洞，在該組球員全部離開該洞果嶺之前，或 (iii) 如是該組所打之最後一洞，在該組球員全部離開該洞果嶺之後，才發現造成申訴之相關事實時，在該組比賽結果被正式公佈之前提出申訴。有關該組前面打的洞之申訴，如是基於提出申訴之球員事前所不知之事實，且對手在那時給了他錯誤之告知（見規則6-2a 及規則9），委員會才得予以考慮。這樣的申訴必須以及時的方式提出。一旦，該組比洞賽結果正式公佈，除非確信 (i) 在該組比賽結果正式公佈後，所提出之申訴是基於提出申訴之球員事前所不知之事實， (ii) 對手給與提出申訴之球員錯誤之告知， (iii) 其對手知道自己是給了錯誤之告知；否則，這項申訴委員會不得予以考慮。這樣的申訴 無考慮之時限。
- 2-6 一般處罰： 除了另有規定時之外，在比洞賽中違反某一規則之處罰為輸洞。

- 規則3 – 比桿賽

- 3-1 通則 - 優勝者： 比桿賽由競賽者打完規定回合或所有回合之各洞，並在各回合繳回有各洞總桿數之記分卡所構成。各競賽者與其他每一參賽之競賽者比賽。打完規定回合或所有回合，以最少桿數之競賽者為優勝者。在差點比桿賽，打完規定回合或所有回合，以最少淨桿之競賽者為優勝者。
- 3-2 未打完該洞： 如競賽者在任何一洞未打完該洞（亦即未將球打進洞），且在下一洞開球區打擊之前，或如是該回合最後一洞時，在他離開該洞果嶺 之前，未改正其錯誤，他即被取消比賽資格。
- 3-3 對程序之疑義： a. 競賽者之程序：唯有在比桿賽，如競賽者在打一洞中對其權利或正確程序有疑義時，他可以免罰以二顆球完成該洞之比賽。在疑義已發生後且在採取進一步行動之前（例如，對原球做打擊），要依本條規則進行，他必須先決定要打二顆球。 該競賽者應先向他的記分員或同組競賽者宣告： • 他要打二顆球；及 • 他希望以哪一顆球計算，如規則允許用於那顆球之程序。在繳回記分卡之前，該競賽者必須向委員會報告該情況之事實。如他未如此做即被取消比賽資格。如該競賽者在決定要打二顆球之前已採取進一步之行動，則他不是依規則3-3 進行，其桿數要以原球計算，但該競賽者不會因打了第二球而招致處罰。b. 委員會對該洞桿數之決定當該競賽者依本條規則進行時，委員會依下列原則決定其桿數： (i) 在採取進一步行動之前，如該競賽者已宣告他要用於計算桿數之球，且只要規則允許用於該被選定的球之程序，則以那顆球之桿數計算；如規則不允許用於該被選定的球之程序，只要規則允許用於另一球之程序，則以該另一球之桿數計算。 (ii) 在採取進一步行動之前，如該競賽者未先宣告他要以哪一顆球 來計算桿數，只要規則允許用於原球之程序，則以打原球之桿數計算；否則，只要規則允許用於另一球之程序，則以該另一 球之桿數計算。 (iii) 如規則並不允許用於這二顆球之程序，則以原球之桿數計算， 除非該競賽者因從錯誤的地方打該球犯了嚴重之違規。如該競賽者打其中一球犯了嚴重之違規，儘管事實上規則並不允許用於其中另一球之程序，仍以該另一球之桿數計算。如該競賽者以這二顆球都犯了嚴重之違規，他被取消比賽資格。
- 3-4 拒絕遵守某一規則：如競賽者拒絕遵守會影響另一位競賽者權利之某一規則時，他即被取消比賽資格。
- 3-5 一般處罰：除非另有規定，否則在比桿賽中違反一規則之處罰為二桿。

- 規則4 – 球桿

- 4-1 球桿之形狀與樣式： a. 通則：球員之球桿必須符合本條規則以及附錄Ⅱ所列舉之條款、規格和 解釋。b. 磨損及改變：一支符合規則之新球桿在正常使用下磨損仍被認定是符合規定。球桿之任何一部分經蓄意地改變，則視為新球桿，其改變後之狀況必須符合規則。
- 4-2 擊球特性之改變與外物： a. 擊球特性之改變：在規定回合中，球桿的擊球特性決不能以調整或以其他方法 蓄意地改變。 b. 外物：決不能為了影響（比賽中之）球之移動而將外物加在（對其 打擊之球桿）桿面上。
- 4-3 損壞之球桿 - 修復與更換： a. 正常打球過程中之損壞：在規定回合中，如球員之球桿在正常打球過程中損壞，他可以： (i) 以球桿損壞後的狀況繼續打完該規定回合剩餘賽程；或 (ii) 在無不當延誤比賽之情況下，自己或請他人將球桿修好；或 (iii) 在球桿不適用於比賽時之另一選擇，以任何一支球桿更換損壞之球桿。但更換球桿時決不能不當延誤比賽（規則6-7），也決不可以藉由向在比賽場地上打球之任何其他人借用他們選用以打球之任何球桿來更換，或在該規定回合中，以該球員自行攜帶或為他攜帶之球桿組件所組裝之球桿來更換。b. 非在正常打球過程中之損壞在規定回合中，如球員之球桿並非在正常打球過程中損壞，而造成其不符規格或改變其擊球特性，則該球桿嗣後決不可以在此回合中使用或更換。c. 在回合開始前之損壞：球員可以使用在回合開始前損壞之球桿，只要該球桿以其損壞後之狀況仍符合規則之規定。回合開始前球桿發生之損壞，可以在該回合中修理，只要擊球特 性沒有改變且不致不當延誤比賽。
- 4-4 最多十四支球桿： a. 球桿之選用及增加：球員必須以不超過十四支球桿開始規定回合之比賽，在該回合中他限於使用其因此選用之球桿；但如在開始時球桿少於十四支，他可以增加任何數量之球桿，只要他的球桿總數不超過十四支。球員增加球桿時，決不能不當延誤比賽（規則6-7），也決不能用在比賽場地上打球之任何其他人所選用以打球之任何球桿來增加或借用，或在該規定回合中，藉由該球員自行攜帶或為他攜帶之球桿組件所組裝之球桿來增加球桿。b. 搭檔可以共用球桿：只要共用球桿的搭檔們所攜帶的球桿合計不超過十四支，搭檔間可以共用球桿。c. 超限球桿之不使用聲明：攜帶或使用任何一支違反規則4-3a(iii)或規則4-4的球桿之球員，於發現違規時必須立即向比洞賽之對手或比桿賽之記分員或同組競賽者聲明不予使用。該球員決不可在該規定回合剩餘賽程中再使用該球桿。

- 規則5 - 球

- 5-1 通則： 球員比賽用的球必須符合附錄Ⅲ所詳述之條件。
- 5-2 外物： 球員比賽用的球決不能以改變其擊球特性為目的而將外物加在球上。
- 5-3 不適用於比賽之球： 球如有明顯的切痕、裂縫或變形，即為不適用於比賽之球。僅因泥土或其他物質黏附於球上，表面有刮痕或擦痕，或其塗料損壞或褪色，則非不適用於比賽之球。正在打的那一洞之賽程中，如球員有理由相信他的球成為不適用於比賽時，他可以免罰撿球以確定是否不適用於比賽。 在撿球之前，球員必須對比洞賽之對手、或比桿賽之記分員或同組競賽者宣告他的意圖並將球位做標記，之後只要他給比洞賽之對手或比桿賽之記分員或同組競賽者檢查球並觀察其撿球及置回原位之機會，他可以將球撿起檢查。依規則5-3撿球時，決不可將該球弄乾淨。球員如未遵守這個程序的全部或部分；或正在打的那一洞之賽程中，如他沒有理由相信他的球成為不適用於比賽而撿球，他即招致一桿之處罰。 正在打的那一洞之賽程中，如確定球成為不適用於比賽時，球員可以用另一顆球替代，將之置於原球原所在之地點上，否則必須將原球置回原位；如球員在未經允許而以另一顆球替代並對該不正確地替代球做打擊，他即因違反規則5-3招致一般處罰，但不另依本條規則或規則15-2 額外處罰。如球因打擊而破成碎片，球員必須取消該打擊，免罰儘量靠近這一次原球被打之地點重打一球（見規則20-5）。

- 規則6 – 球員

- 6-1 規則： 球員與其桿弟有知悉規則之責任。在規定回合中，球員要對其桿弟 違反任一規則之行為招致可適用之處罰。
- 6-2 差點： a. 比洞賽：在差點比洞賽一組開始比賽前，球員應確定他們彼此之差點。如球員宣告比應享有者高之差點開始比賽而影響其讓桿數或被讓桿 數時，他即被取消比賽資格；否則，球員必須依其所宣告之差點開始比賽。 b. 比桿賽：在計差點之競賽的任一回合中，競賽者把記分卡繳回委員會之 前，必須確認其差點已記載在其記分卡上。如果在繳交記分卡前未記載差點（規則6-6b），或所記載的差點高於其應享有者而影響被讓桿數，在計差點之競賽，他即被取消比賽資格；否則，記分卡上之桿數有效。

- 6-3 開始比賽之時間與組別： a. 開始比賽之時間： 球員必須按照委員會所規定的時間開始比賽。b. 組別：在比桿賽，除非委員會授權或核准更動，否則競賽者在整個回合中必須留在委員會所編之組別內。
- 6-4 桿弟： 球員可以有一位桿弟協助，但他在任何時間都限於只能有一位桿弟。
- 6-5 球： 以正確之球比賽是球員之責任。每位球員應在其球上標明辨識之記號。
- 6-6 比桿賽之記分： a. 記錄桿數：記分員應在每一洞結束後與其記錄之競賽者核對桿數，並予以記 錄。在打完該回合後，記分員必須在記分卡上簽名，並將記分卡交與該競賽者。如超過一位記分員記分，則必須各自在其負責之部分簽名。 b. 簽名及繳回記分卡：比賽之回合結束後，競賽者應核對自己每一洞之桿數，並提請委員會解決任何疑點。他必須確認所有記分員已在他的記分卡上簽名，並在該記分卡上親自簽名，然後儘快將之繳回委員會。c. 記分卡之更改：競賽者將記分卡繳回委員會後即不得在其上做修改。d. 某洞桿數之錯誤：競賽者對其記分卡上各洞記錄桿數之正確性負責。如其繳回之任 一洞之桿數低於實際所打之桿數，他即被取消比賽資格；如其繳回之任一洞之桿數高於實際所打之桿數，則繳回之桿數有效。
- 6-7 不當延誤；打球緩慢： 球員必須無不當延誤比賽，且遵守委員會所定打球速度之準則。在打完一洞至下一洞開球區之間，球員決不能不當延誤比賽。
- 6-8 中止比賽；恢復比賽： a. 何時被准許：球員決不可以中止比賽，除非：(i) 委員會已暫停比賽； (ii) 他相信有閃電之危險； (iii) 他正在為疑義或爭執點尋求委員會之裁決（見規則2-5 及 34-3）；或 (iv) 其他正當的理由，例如突然生病等。 惡劣之天氣並非中止比賽的正當理由。如球員沒有得到委員會的明確許可而中止比賽時，他必須儘快向委員會報告。如他如此做，而委員會認為理由充分，則不受罰， 否則，球員即被取消比賽資格。比洞賽之例外：比洞賽之球員協議中止比賽，除非因此而延誤整體競賽之進行，否則並不受取消比賽資格之處 罰。b. 委員會暫停比賽時之程序：當委員會宣佈比賽暫停時，如比洞賽或比桿賽一組之球員在二洞的比賽之間，他們在委員會指示恢復比賽前決不可以自行恢復比賽。如他們已開始打某一洞，他們可以立即中止比賽，或只要不造成拖延繼續打該洞。如他們選擇繼續打該洞，他們被允許在打完前中止比賽。不論何種情形，比賽必須在該洞打完後中止。 球員必須在委員會下令恢復比賽後方可恢復進行比賽。c. 中止比賽時之撿球：當球員依照規則6-8a 中止一洞之比賽時，他只能在委員會已暫停比賽或有正當理由可以撿起之情況下，才可以將球撿起而不受罰，球員在撿球之前必須先標示球位。如球員沒有得到委員會的明確許可而中止比賽並撿球時，他在向委員會報告中止比賽之事時（規則6-8a）必須報告此撿球之事。如球員沒有正當理由撿球、撿球之前未先標示球位、或未向委員會報告此撿球之事，他即招致一桿之處罰。d. 恢復比賽時之程序： 比賽必須從中止之處恢復，即使在日後才恢復亦然。球員在恢復比賽前或在恢復比賽時必須依以下程序進行：(i) 如球員已撿起球，只要他是依據規則6-8c有權撿球，他必須在原球被撿起之地點置放原球或替代球，否則，原球必須置回原位；(ii) 如球員尚未撿起他的球，只要他是依規則6-8c有權撿球，則他可以撿起它將之弄乾淨，並將原球或以一球替代置回在原球被撿起之地點。在撿球之前他必須先標示球位；或 (iii) 如球員之球或球標在中止比賽期間被移動(包括被風或被水)， 則必須在原球或球標被移動之地點置一球或球標。

- 規則7 – 練習

- 7-1 比賽前或各回合間： a. 比洞賽：在比洞賽之任何一天，球員可以於一回合開始前在該競賽之比賽 場地上練習。b. 比桿賽：在比桿賽之任何一天，於一回合或延長賽開始之前，競賽者決不可在該競賽之比賽場地上練習，或以滾球於、摩擦或刮拭表面之方式測試該比賽場地上之任一果嶺之表面。 當二回合以上之比桿賽將在連續數日內進行時，競賽者於各回合間決不可在任何剩餘賽程之比賽場地上練習，或以滾球於、摩擦或刮拭表面之方式測試該比賽場地上之任一果嶺之表面。例外：在一回合或延長賽開始之前，准許在第一個開球區上或其附近，或任何練習區，練習推球或短切球。
- 7-2 在回合中： 球員在一洞之賽程中決不可以做打擊練習。在二洞的比賽之間，球員決不可以做打擊練習，但他可在下列地方之上或其附近練習推球或短切球：a. 剛打完之洞的果嶺，b. 任何練習果嶺，或 c. 該回合要打之下一洞開球區， 只要此打擊練習並非從障礙所為，且不致不當延誤比賽（規則6-7)。在一洞結果已確定後，為打該洞繼續所為之打擊，並非打擊練習。例外：當委員會已暫停比賽時，球員可以在比賽恢復之前依下列所 述練習：(a) 依本條規則之規定，(b) 在該競賽之比賽場地以外之任何地點及 (c) 依委員會所准許之其他方式。

- 規則8 – 建言；指示擊球線

- 8-1 建言： 在規定回合中，球員決不可以： a. 對其搭檔以外，在該競賽中任何正在比賽場地上打球的人員給與建言，或 b. 向其搭檔或任一他們之桿弟以外的任何人請求建言。
- 8-2 指示擊球線： a. 該洞果嶺上之外：除了球在該洞果嶺上之外，球員可以使任何人為其指示擊球線， 但當球員正在做打擊期間，該球員不可以為了前述目的，讓任何人處於該線或球洞後方該線的延伸線上或靠近之。球員在打擊前，必須移除他自己或在他知悉下所放置的任何以指示擊球線為目的之標誌。例外：照管或握持旗桿：見規則17-1。b. 在該洞果嶺上：當球員之球在該洞果嶺上時，可以由球員本人、其搭檔或任一他 們之桿弟在其打擊前而非在打擊過程中，指示其推球線，惟如此做時決不可以碰觸該洞果嶺。標誌決不能以指示推球線為目的而被放置在任何地點。（觸及推球線－見規則16-1a）

- 規則9 – 打擊桿數之告知

- 9-1 通則： 球員已用之打擊桿數包括其所招致之罰桿。
- 9-2 比洞賽： a. 打擊桿數之告知：球員之對手有權向他確認他在一洞之賽程中已用之打擊桿數，及一洞之比賽後，剛完成之洞他的打擊桿數。 b. 錯誤之告知：球員決不可以給與對手錯誤之告知。如球員給與錯誤之告知，他輸該洞。球員被認定已給與錯誤之告知，如他：(i) 未儘快將其已招致之處罰告知對手，除非 (a) 他顯然正在依照有關處罰之某一規則進行，且對手觀察到此情形，或 (b) 他在對手 做下一打擊之前改正該錯誤；或 (ii) 在一洞之賽程中，於對手做下一打擊前，就其已用之打擊桿數給與不正確之告知且未更正；或 (iii) 對完成一洞已用之打擊桿數給與不正確之告知，且因而影響對手對該洞結果之瞭解。除非他在任一球員從下一洞開球區開球前，或如是該組之最後一洞，在所有球員離開該洞果嶺前改正該錯誤。 甚至球員因不知自己已招致處罰而未將罰桿計入，球員也是給與錯誤之告知。知悉規則是球員的責任。
- 9-3 比桿賽： 招致處罰之競賽者應儘快告知其記分員。

- 規則10 – 打球順序

- 10-1 比洞賽： a. 在一洞開始比賽時：在第一洞開球區有優先開球權之一方依編組表之順序決定。 無編組表時，優先開球權以抽籤決定。 贏得一洞之一方取得在下一洞開球區之優先開球權。如平手，則前一洞有優先開球權之一方保有優先開球權。 b. 在一洞之賽程中：雙方球員在該洞已開始比賽後，球離球洞較遠者先打（譯註：以該組所有的球都靜止後來比較）。如球離球洞之距離相等， 或其與球洞之相對位置無法確定時，以抽籤決定要先打之球。例外：規則30-3b（最佳球及四球比洞賽）。c. 打球不按順序：如球員在應由其對手打球時先打球，並無處罰，但其對手可以立即要求他取消如此所為之打擊，並按照正確之順序儘量靠近上一次原球被打之地點重打一球（見規則20-5）。
- 10-2 比桿賽： a. 在一洞開始比賽時：在第一洞開球區有優先開球權之競賽者依編組表之順序決定。 無編組表時，優先開球權以抽籤決定。打完一洞以該洞最少桿數的競賽者取得在下一洞開球區之優先 開球權。桿數次低之競賽者次之，餘依此類推。如有二位以上的競賽者在一洞桿數相同，則他們按照上一洞開球區打球之順序在下一洞開球區開球。例外：規則32-1（差點柏忌、標準桿及史特伯弗比賽）。b. 在一洞之賽程中：該組競賽者在該洞都開始比賽後，球離球洞較遠者先打（譯註：以該組所有的球都靜止後來比較）。如有二顆球或更多球離球洞之距離相等，或它們與球洞之相對位置無法確定時，以抽籤決定要先打之球。例外：規則22（有助於或妨礙打球之球）及規則31-4（四球比桿 賽）。c. 打球不按順序：如競賽者不按順序打球，並無處罰，球依其球位所處之狀態擊 打。但如委員會確定競賽者們約定不按順序打球以圖利其中一位 競賽者，他們即被取消比賽資格。（當另一球在果嶺上經打擊後運動中，做打擊：見規則16-1f）。 （在四人二球賽按不正確之順序打球：見規則29-3）。
- 10-3 從開球區所打之暫定球或另一球： 如球員由開球區打暫定球或另一球，他必須在對手或同組競賽者做了第一次打擊後再打。如超過一位球員選擇從開球區打暫定球或須要從開球區打另一球，原來打球之順序必須予以維持。如球員不按打球順序打暫定球或另一球，則適用規則10-1c 或10-2c 之規定。

- 規則11 – 開球區

- 11-1 架球： 當球員從開球區要使一球成為比賽狀態時，球必須從開球區內之地面上，或從其地面上或插入地裡的合規格球梯（見附錄IV）上擊打。為本條規則之目的，開球區之表面包括不平整的表面（不論是否由球員所造成）及沙或其他自然物質（不論是否由球員所置放）。如球員對不合規格球梯上之球或對用本條規則不允許之方法所架起之球做了打擊，則他被取消比賽資格。 球員可以站在開球區外打區域內的球。
- 11-2 開球區標誌： 球員在正在打的那一洞之開球區對任何球做第一次打擊前，開球區標誌被認定是固定的。 在這些條件下，如球員為了避免妨礙他的站位、預定揮桿之範圍或他的擊球線而移動或允許他人移動開球區標誌，他招致違反規則13-2之處罰。
- 11-3 球由球梯落下： 如一球尚未成為比賽球時，由球梯上掉下或被正在對準它的球員將之從球梯上碰落，可以免罰重新架球；在上述情況，不論球是否正在移動，如對該球做了打擊，此打擊照算，但無處罰。
- 11-4 由開球區外打球： a. 比洞賽：在一洞開始時，如球員從開球區外打一球，並無處罰，但其對 手可以立即要求他取消此打擊及在開球區內重打一球。b. 比桿賽：在一洞開始時，如競賽者由開球區外打一球，他招致二桿之處罰，且接著必須在開球區內重打一球。 如該競賽者未先改正他的錯誤就由下一洞開球區做一打擊，或如是該回合最後一洞在離開該洞果嶺之前，未先宣告改正他的錯誤之意圖，他即被取消比賽資格。在改正該錯誤前，該競賽者對該洞由開球區外所為之打擊及任何隨後之打擊，均不計入其桿數內。
- 11-5 由錯誤之開球區打球： 適用規則11-4 之規定。

- 規則12 – 尋找與辨認球

- 12-1 看到球；尋找球： 球員做打擊時無需被賦與看到他的球之權利。 球員在比賽場地內任何地點尋找其球時，只要不改善該球球位所處之狀態、其預定站位之範圍或預定揮桿之範圍或其擊球線，可以碰觸或彎曲長草、燈心草、灌木、金雀花、石南或類似物，但只限於尋找及辨認該球所需之程度。如該球被移動，除了依本條規則a-d 款之規定外，適用規則18-2。除了規則另有許可之尋找及辨認球的方法外，球員也可以依規則 12-1尋找及辨認球，說明如下：

- a.尋找或辨認被沙所覆蓋的球：如球員在比賽場地上任何地方的球，相信是被沙所覆蓋已達到他無法找到或辨認它的程度，為了找到或辨認該球，他可以免罰碰觸或移動沙子。如該球被找到並經辨認是他的球，則該球員必須將沙覆回，儘量重建該球位所處之狀態。當尋找或辨認該球或重建該球位所處之狀態時，如在碰觸或移動沙子的過程中造成該球被移動，並無處罰，但該球必須置回原位且重建該球位所處之狀態。依本條規則重建球位所處之狀態時，允許該球員留下該球的一小 部份可被看見。
- b.尋找或辨認在障礙內被鬆散妨礙物所覆蓋的球：如球員在障礙內的球，相信是被鬆散妨礙物所覆蓋已達到他無法找到或辨認它的程度，為了找到或辨認該球，他可以免罰碰觸或移動鬆散妨礙物。如該球被找到或經辨認是他的球，則該球員必須置回這些鬆散妨礙物。當尋找或辨認該球時，如在碰觸或移動鬆散妨礙物的過程中該球被移動，則適用規則18-2。如在置回這些鬆散妨礙物的過程造成該球被移動，並無處罰，但該球必須置回原位。如該球是完全被鬆散妨礙物所覆蓋，其球員必須重新覆蓋該球，但允許留下該球的一小部份可被看見。

- c.尋找在水障礙內水中的球：如相信球是位於水障礙之水中，其球員可以免罰用球桿或其他方式探尋之，如這顆在水中的球在探尋時意外地被移動，並無處罰，除非該球員選擇依照規則26-1進行，否則該球必須置回原位。如被移動的球不是位於水中，或該球意外地被移動是受其球員探尋球以外之其他行動所致，則適用規則18-2。
- d.尋找在阻礙物或異常地面狀況內的球：如球位於阻礙物之內或之上、或在異常地面狀況內，在尋找時 意外地被移動，並無處罰，除非其球員選擇依照可適用之規則24-1b、24-2b 或25-1b進行，否則該球必須置回原位；如該球員已將該球置回原位，若這些規則之一可適用時，他仍可依之進行。

- 12-2 為了辨認而撿球： 打正確的球是球員之責任，每位球員應在自己的球上做辨識之記號。 如球員相信一靜止球可能是自己的，但他無法辨認它，該球員為了辨認可以免罰將該球撿起。為了辨認而撿球是除了依規則12-1 所允 許之行動以外的權利。在撿球之前，球員必須對比洞賽之對手或比桿賽之記分員或同組競賽者宣告他的意圖並標示球位，之後只要他給他的對手、記分員或同組競賽者觀察其撿球及置回原位之機會，他方可將球撿起辨認； 依規則12-2撿球時，決不可將該球弄乾淨至超過辨認所必要之程度。如該球是該球員的，而他沒有遵照這個程序的全部或部分、或在沒有正當的理由之下卻撿球以資辨認，他即招致一桿之處罰；如被撿起之球是該球員的球，他必須將它置回原位，如未如此做，他因違反規則12-2招致一般處罰，但不另依本條規則額外處罰。 附註：如球要置放或置回之球位原所處之狀態已被改變，見規則 20-3b。

- 規則13 – 以球之球位所處之狀態擊打

- 13-1 通則： 除了規則另有規定之外，（比賽中之）球必須依其球位所處之狀態擊打。（被移動之靜止球：見規則18）
- 13-2 改善球位所處之狀態，預定站位之範圍或預定揮桿之範圍，或擊球線： 球員決不可以或允許他人藉下列之行為： •把球桿壓在地面， •移動、彎曲或弄斷任何生長或固定之物（包括不可移動之阻礙物 或標示界外之物體）， •製造或消除不平坦之地面，•移除或壓下沙子、鬆土、已回填之草皮斷片或其他新鋪好之草皮塊，或 •移除露水、霜或水。以改善： •其球之位置或球位所處之狀態， •其預定站位之範圍或預定揮桿之範圍， •其擊球線或球洞後方該線之合理延伸線，或 •其要拋球或置球之範圍。惟如上述行為發生在以下之情形時，球員不招致處罰： •對準球時，將球桿輕觸地面， •正當地採取站位時， •正在做打擊時，或為打擊而把球桿向後揮動且做了該打擊； •製造或消除開球區內不平坦之地面，或移除開球區之露水、霜或 水，或 •移除該洞果嶺上之沙子及鬆土或修補其上之損壞（規則16-1）。例外：球在障礙內：見規則13-4。
- 13-3 建構站位： 球員在採取站位時，有權將腳站穩，但他決不可以建構站位。
- 13-4 球在障礙內；被禁止之行動： 除了規則之規定外，球員對在障礙內（無論沙坑或水障礙）之球， 或從障礙內撿起後而可能拋在或置放在該障礙內之球，做打擊之前決不可以： a . 測試該障礙或相似障礙之狀況（譯註：測試打擊之條件）；b . 以手或球桿碰觸該障礙之地面或該水障礙之水；或 c . 碰觸或移動位於或接觸該障礙之鬆散妨礙物。 例外： 1. 如球員(a)因跌倒或為避免跌倒、依據任一規則移開阻礙物、測量距離、標示球位、取回球、撿球、置球或置回球，而觸及任一障礙內之地面或鬆散妨礙物、或水障礙之水面，或(b)將球桿放在某障礙內時，只要不構成測試該障礙之狀況（譯註：測試打擊之條件）或改善該球之球位所處之狀態，並無處罰。 2. 在任何時間，只要該球員在障礙內將沙子或鬆土整平僅是為了照護比賽場地，且針對他的下一打擊未做出違反規則13-2之行為， 則他可以這樣做。如從障礙內打的球，經該打擊後球在該障礙外，其球員可以不受限制將該障礙內的沙子或鬆土整平。 3. 如球員從障礙做打擊後，且球靜止在另一障礙內，則規則13-4a並不適用於在該次打擊之障礙內隨後所做之任何行為。附註：在任何時間，包括對準球或為打擊而向後揮桿時，球員可以用球桿或其他方式觸碰任何阻礙物、任何被委員會宣佈為比 賽場地整體之部分的構造物、或是任何草、灌木、樹或其他生長之物。

- 規則14 – 擊球

- 14-1 通則： a. 球要被正當地擊打：球員必須以球桿桿頭對球正當地擊打，且決不可以推、鉤或舀。 b. 錨定做打擊之球桿：球員在做打擊時，決不可以“直接地”或利用“錨定點”錨定做打擊之球桿。
- 14-2 協助： a. 實質上之協助及對自然因素之防護： 球員在接受實質上之協助或對自然因素之防護時，決不可以做打擊。b. 讓桿弟或搭檔處於球後：球員決不能以其桿弟、其搭檔或其搭檔之桿弟處於或靠近其球後方擊球線或推球線之延伸線的位置上之方式，做打擊。例外：如該球員之桿弟、搭檔或搭檔之桿弟無意間處於或靠近其球後方擊球線或推球線之延伸線的位置上，並無處罰。
- 14-3 人工裝置及異常裝備品；裝備品之異常使用： 規則14-3 管制那些可能對球員做一特定打擊或對他的比賽通常有幫助的裝備品及裝置（保括電子裝置）之使用。 高爾夫是種具有挑戰性的球賽，成功應取決於該球員自身的判斷、技巧及能力。此一原則是在決定任何物品之使用是否違反規則14-3 之指導方針。符合規則14-3有關之規定的裝備品及裝置之詳細規格及解釋，以及裝備品及那些裝置的諮詢與樣品提交之程序，見附錄IV。除規則另有規定外，球員決不能在規定回合內使用任何人工裝置、異常裝備品（詳細的規格及解釋見附錄IV）或以異常之方式使用任何裝備品，致使： a. 可能對他打擊時或他的比賽是有幫助的；或 b. 為了測量或估量距離、或對他的比賽可能有影響之條件之目的； 或 c. 可能協助他握桿，惟除下列之外： (i) 可以戴手套，只要它們是一般性的；(ii) 可以使用樹脂、粉末、乾燥劑或增潤劑； (iii) 可以用毛巾或手帕包住握把。 例外：1. 如：(a) 裝備品或裝置是為了傷病狀況而設計，或有減輕傷病狀況之效用 (b) 球員有合法之醫療理由使用該裝備品或裝置，且 (c) 委員會確信球員使用它不會比其他球員有更多任何之不當利益， 則該球員並不違反本條規則。2. 如球員以傳統上能接受之方式使用裝備品，則他不違反本條規則。
- 14-4 連擊球： 如球員在一打擊之過程中，球桿打到球的次數超過一次，他必須計算該次打擊並加一罰桿，總計二桿。
- 14-5 打正在移動的球： 球員的球在移動中時，他決不可以對它做打擊。例外：．球正由球梯上落下：規則11-3 ．連擊球：規則14-4 ．球正在水障礙之水中移動：規則14-6當球只是在球員開始打擊或為了該打擊而向後揮桿之後才開始移動，則他不會因為打移動中之球而招致本條規則之處罰，但他不能免除依規則18-2（被球員移動的靜止球）之任何處罰。（被球員、搭檔或桿弟蓄意轉向或擋停之球：規則1-2）
- 14-6 球正在水中移動： 當球正在水障礙之水中移動時，球員可以做打擊免罰，但他決不可以為了讓風或水流改善球位而拖延其打擊。如該球員選擇引用規則26，他可以撿起正在水障礙水中移動之球。

- 規則15 – 替代球；錯誤球

- 15-1 通則： 球員必須以開球區所擊出之球打完該洞，除非該球遺失或在界外或球員以另一球替代，不論該替代是否被允許（見規則15-2）。如球員打了錯誤球，見規則15-3。
- 15-2 替代球： 當依允許球員擊打、抛下或置放另一球來完成一洞之比賽的某一規則進行時，該球員得以另一球替代，該替代球成為比賽球。 如規則不允許，而球員以另一球替代時（包括當一錯誤球被球員拋下或置放時之非刻意替代），該替代球並非錯誤球，它成為比賽 球。如此項錯誤未按規則20-6改正，且該球員對此不正確地替代球做了打擊，他在比洞賽中輸該洞，或在比桿賽中依可適用之規則招致二桿之處罰，且必須以該替代球打完該洞。 例外：如球員因從錯誤的地方做打擊而招致處罰，則不再因不被允許以一球替代而受額外之處罰。（從錯誤之地方打球，見規則20-7）
- 15-3 錯誤球： a. 比洞賽：如球員對錯誤球做了打擊，他輸該洞。如錯誤球屬於另一位球員（譯註：與該對抗無關之球員），其所有者必須在該錯誤球第一次被打之地點置放一球。在一洞之賽程中，如球員與對手的球互換，則先對錯誤球做打擊之人輸該洞。當無法判定時，該洞必須以互換之球打完。 例外：如球員對正在水障礙內水中移動之錯誤球做打擊，並無處罰；對正在水障礙內水中移動之錯誤球所為之任何打擊， 並不計入該球員之桿數。該球員必須以打正確之球或依規則進行來改正其錯誤。 （置放及置回原位－見規則20-3）b. 比桿賽：如競賽者對錯誤球做了一次或多次之打擊，他招致二桿之處罰。 該競賽者必須以打正確之球或依規則進行來改正其錯誤；如該競賽者在下一洞開球區開球前未改正其錯誤，或如是該回合最後一 洞，在離開該洞果嶺前，他未宣告要改正其錯誤，他即被取消比 賽資格。 競賽者對錯誤球所為之打擊不計入其桿數。如錯誤球屬於另一競賽者，其所有者必須在該錯誤球第一次被打之地點置放一球。 例外：如競賽者對正在水障礙內水中移動之錯誤球做打擊，並無處罰。對正在水障礙內水中移動之錯誤球所為之任何打擊，不計入該競賽者之桿數。（置放及置回原位－見規則20-3） 該洞果嶺規則

- 規則16 – 該洞果嶺

- 16-1 通則：

- a. 觸及推球線：除下列情形之外，決不可以觸及推球線：（i）只要球員未把任何東西壓下，則他可以移除鬆散妨礙物；（ii）只要球員未把任何東西壓下，當他對準球時，他可以將球桿 置放於球之前方；（iii）在測量距離時：規則18-6；（iv）在撿球或置回球時：規則16-1b；（v）在壓下球標時；（vi）在修補該洞果嶺上之舊球洞填塞物或球痕時：規則16-1c；及 （vii）在移開可移動之阻礙物時：規則24-1。 （在果嶺上指示推球線：見規則8-2b）
- b. 撿球與將球弄乾淨：在該洞果嶺上之球可以撿起，如想要，可以將它弄乾淨。在撿起它之前必須先標示球位，且該球必須置回原位（見規則20-1）。當另一球在運動中時，如某球可能影響該運動中之球之移動，則決不可以將之撿起。
- c. 舊球洞填塞物、球痕及其他損壞之修補：無論球員之球是否位於該洞果嶺上，該球員可以修補該洞果嶺上之舊球洞填塞物或由球的撞擊所造成之損壞。如在修補過程中意外地移動球或球標，則該球或球標必須置回原位。只要該球或球標之移動是直接歸因於修補該洞果嶺上之舊球洞填塞物或由球之撞擊所造成之損壞的明確動作所致，並無處罰；否則適用規則18。如修補該洞果嶺上之其他任何損壞而可能對球員隨後在該洞之比賽有所幫助，則他決不可以修補。
- d. 測試果嶺表面：在規定回合中，球員決不可用滾球於、摩擦或刮拭果嶺之表面來測試任一果嶺之表面。例外：在二洞的比賽之間，除非委員會禁止測試任何練習果嶺表面及上一洞所打之果嶺表面，否則球員可以做這樣的行為 （見規則7-2 之附註2）。
- e. 橫跨或站在推球線上：在該洞果嶺上，球員決不能以站位橫跨或用任何一腳碰觸其推球線或其球後該線之延伸線做打擊。例外：如因無意間或為了避免踩踏其他球員之推球線或預期的推球線，而採取之站位是橫跨或站在自己的推球線上（或球後該線之延伸線上），並無處罰。
- f. 當其他球在運動中時做打擊：當另一球從該洞果嶺上被打擊後在運動中時，球員決不可以做打擊；但如輪到他打球（譯註：該運動中之球之打擊順序本來是輪到他），他如此做並無處罰。（當其他球在運動中時撿起有助於或妨礙打球之球：見規則22）

- 16-2 球懸於球洞邊： 如球的任何一部分懸於球洞邊緣上，允許其球員在無不合理延遲下到達該球洞，再加上十秒鐘以確認該球是否處於靜止狀態，如此時該球仍未落入球洞內，它即被認定是處於靜止狀態；如該球隨後才落入球洞內，則該球員被認定是以其上一打擊將球打進洞，但他必須在該洞之桿數上加一罰桿；否則，依本條規則並無處罰。（不當延誤：見規則6-7）

- 規則17 – 旗桿

- 17-1 照管、移開或握持旗桿： 球員在比賽場地的任何地方做打擊之前，可以使旗桿被照管、移開、或握持以指示球洞之位置。在球員做打擊之前，如旗桿未被照管、移開或握持，那麼在該打擊過程中或該球員之球在運動中時，如它被照管、移開或握持可能會影響該球之移動，則決不可這樣做。
- 17-2 未獲授權之照管： 球員在比洞賽之對手或其桿弟或在比桿賽之同組競賽者或其桿弟，如未獲該球員之授權或事前之知悉下，卻在他打擊過程中或其球在運動中時去照管、移開或握持旗桿，而此行為可能影響該球之移動，則該對手或同組競賽者招致可適用之處罰。
- 17-3 球擊中旗桿或照管者： 球員之球決不可以擊中：

- a . 被照管、移開或握持時之旗桿；

- b . 正在照管或握持旗桿之人或他所攜帶之任何物品；或

- c . 當在該洞果嶺上做打擊時，在球洞內未被照管之旗桿。例外：當未獲得做打擊的球員之授權，旗桿被照管、移開或握持：見規則17-2。

- 17-4 球停靠旗桿： 當球員之球停靠在球洞內之旗桿邊且球未進洞時，該球員或其所授權之任何人可以移動或移開旗桿，如該球落入球洞內，即認定是該球員以其上一打擊將球打進洞；否則，如該球被移動，必須免罰將它置於球洞邊緣。

- 規則18 – 被移動之靜止球

- 18-1 被局外者： 如靜止球被局外者移動，並無處罰，該球必須置回原位。(附註：球是否被局外者移動乃是事實認定的問題。為了適用本條規則，必須明確知道或幾乎確認是局外者移動了球。在缺乏此種明知或確認時，其球員必須依該球之球位所處之狀態打球，或如該球未被找到，依規則27-1進行。) 
- 18-2 被球員、搭檔、桿弟或裝備品： 除依規則所允許之外，當球員的球是比賽球時，如： (i) 該球員、其搭檔或任一他們之桿弟：•撿起或移動該球，•蓄意觸碰它（除了在對準該球時以球桿碰觸外），或 •造成該球移動，或 (ii) 該球員或其搭檔之裝備品造成該球移動， 則該球員招致一桿之處罰。 如該球已移動，除非該球之移動發生於球員已開始打擊，或為該打擊而向後揮桿且做了該打擊，否則必須置回原位。 如球員在下列情況下意外地造成其球移動，依規則並無處罰：•在尋找被沙子所覆蓋之球時，或重建在尋找過程中已被改變之該球球位所處之狀態時、在障礙內找到或辨認球而置回該障礙內被 移動的鬆散妨礙物時、在探尋位於水障礙內水中之球時、尋找在阻礙物或異常地面狀況內之球時－規則12-1 •在修補舊球洞填塞物或球痕時－規則16-1c•在測量時－規則18-6•在依某一規則撿球時－規則20-1•在依某一規則置球或將球置回原位時－規則20-3a•在該洞果嶺上移除鬆散妨礙物時－規則23-1•在移除可移動之阻礙物時－規則24-1
- 18-3 在比洞賽中被對手、桿弟或裝備品： a. 尋找時：在尋找球員的球時，如對手、對手之桿弟或對手之裝備品移動該球、觸碰或造成它移動，並無處罰；如該球已移動，必須將它置回原位。 b. 尋找時之外：在尋找球員的球時之外，如對手、對手之桿弟或對手之裝備品移動該球、蓄意觸碰或造成它移動，除了規則另有規定之外， 該對手即招致一桿之處罰；如該球已移動，必須將它置回原位。（打錯誤球：見規則15-3）（在測量時被移動的球：見規則18-6）
- 18-4 在比桿賽中被同組競賽者、桿弟或裝備品： 如同組競賽者、其桿弟或其裝備品移動球員之球、觸碰或造成它移動，並無處罰；如該球已移動，必須將它置回原位。（打錯誤球：見規則15-3）
- 18-5 被另一球： 如比賽球在靜止時被打擊後運動中之其他球所移動，則該已移動之球必須置回原位。
- 18-6 在測量時球被移動： 當依某一規則或為確定某一規則之適用而進行測量時，如球或球標被移動，該球或球標必須置回原位。只要該球或球標之移動是直接歸因於測量之明確動作所致，並無處罰，否則適用規則18-2、18-3b 或 18-4之規定。

- 規則19 – 被轉向或擋停之運動中之球

- 19-1 被局外者： 如球員運動中之球被任何局外者意外地轉向或擋停，則是場地上無奈之擦撞，並無處罰。該球必須依其球位所處之狀態擊打，除了： a. 如球員之球從該洞果嶺以外的地方打擊後在運動中，靜止在任何 正在移動或有生命的局外者之上或之內；若此情況是發生在果嶺通道上或障礙內時則該球必須拋在、或如是發生在該洞果嶺上時 則該球必須置在，盡可能靠近該球靜止在該局外者之上或之內的位置之正下方的地點，但不更靠近球洞，而 b. 如球員之球從該洞果嶺上打擊後在運動中，被蠕蟲、昆蟲或類似之物以外之任何正在移動或有生命之局外者轉向或擋停、或靜止在其上或其內，則該打擊被取消，該球必須置回原位重打。 如該球無法立即取回，得以另一球替代。 例外：球擊中照管或握持旗桿之人或其所攜帶之物品：見規則17-3b。
- 19-2 被球員、搭檔、桿弟或裝備品： 如球員之球被其本人、其搭檔、或任一他們的桿弟或裝備品意外地轉向或擋停，該球員招致一桿之處罰，該球必須依其球位所處之狀態擊打；除非它靜止在該球員、其搭檔、或任一他們的桿弟的衣服或裝備品之上或之內時，在此情況下，若是發生在果嶺通道上或障礙內時則該球必須拋在、或如是發生在該洞果嶺上時則該球必須置在，盡可能靠近該球靜止在該物件之上或之內的位置之正下方的地點，但不更靠近球洞。例外： 1. 球擊中照管或握持旗桿之人或其所攜帶之物品：見規則17-3b。2. 拋下的球：見規則20-2a。（球被球員、搭檔或桿弟蓄意地轉向或擋停：見規則1-2）
- 19-3 在比洞賽中被對手、桿弟或裝備品： 如球員之球被對手、對手之桿弟或對手之裝備品意外地轉向或擋停，並無處罰。而該球員可以在任一方做出另一打擊之前，取消該次打擊，然後免罰儘量靠近上一次原球被打之地點打一球（見規則20-5），或他得以該球之球位所處之狀態打它。惟如該球員選擇不取消該次打擊而球靜止在對手或對手之桿弟的衣服或裝備品之上 或之內時，若此情況是發生在果嶺通道上或障礙內時則該球必須拋在、或如是發生在該洞果嶺上時則該球必須置在，盡可能靠近該球 靜止在該物件之上或之內的位置之正下方的地點，但不更靠近球 洞。例外：球擊中照管或握持旗桿之人或其所攜帶之物品：見規則17-3b。（球被對手或其桿弟蓄意地轉向或擋停：見規則1-2）
- 19-4 在比桿賽中被同組競賽者、桿弟或裝備品： 見規則19-1有關球被局外者轉向。例外：球擊中照管或握持旗桿之人或其所攜帶之物品：見規則17-3b。
- 19-5 被另一球： a. 靜止中：如球員之球經打擊後在運動中，被一靜止中的比賽球所轉向或擋停，該球員必須以其球之球位所處之狀態打它。在比洞賽並無處罰；在比桿賽，除非在該次打擊前二球均位於該洞果嶺上，該球員要招致二桿之處罰外，否則並無處罰。 b. 運動中：如球員之球從該洞果嶺以外的地方打擊後在運動中，被另一打擊後在運動中之球所轉向或擋停，該球員必須依其球之球位所處之狀態打該球，免罰。如球員之球從該洞果嶺上打擊後在運動中，被另一打擊後在運動中之球所轉向或擋停，該球員的該次打擊被取消，該球必須置回 原位並重打，免罰。

- 規則20 – 撿球、拋球與置球；由錯誤地方擊球

- 20-1 撿球與標示： 依規則一球要撿起時可以由球員、其搭檔、或球員所授權之其他人為之，在前述任一情形，該球員對任何違反規則之事負責。在依某一要求將該球置回原位之規則撿球前，必須先標示球位，如未標示，該球員即招致一桿之處罰，且必須將該球置回原位；如該球未置回原位，該球員因違反本條規則招致一般處罰，但無依規則20-1 之額外處罰。 如球或球標在依某一規則撿球或標示球位之過程中意外地被移動， 該球或球標必須置回原位。只要該球或球標之移動是直接歸因於撿球或標示球位之明確動作所致，並無處罰；否則，依本條規則或規則18-2該球員招致一桿之處罰。 例外：如球員未依規則5-3或12-2之規定作為而招致處罰，則不另依規則20-1 額外處罰。
- 20-2 拋球與重拋球： a. 由誰拋球、如何拋球：依規則拋球時，必須由球員本人拋球，他必須站直持球伸直手臂舉至與肩同高並讓該球自由落下。如球由任何他人或以其他方式拋下，且此錯誤未依規則20-6改正，該球員即招致一桿之處罰。 如球被拋下後，在撞擊比賽場地之一部分之前、或之後且在它靜止前，碰到任何人或任何球員之裝備品，該球必須免罰重拋，在這些情況下，重拋之次數不受限制。 （採取行動影響球之位置或移動：見規則1-2）b. 在何處拋球：當球要在盡可能靠近某一特定點拋下時，決不可拋在比該特定 點更接近球洞處；如拋球的球員不清楚該特定點之確實位置，必須估計之。球被拋下時，必須先撞擊適用之規則所要求的比賽場地之一部分。若未如此拋球，則適用規則20-6、20-7。c. 何時重拋球：拋下之球必須免罰重拋，如它：（i） 滾進障礙並靜止在其內； （ii） 滾出障礙並靜止在其外；（iii）滾上果嶺並靜止在其上；（iv）滾出界外之界線並靜止在界外；（v）滾至並靜止在：仍受 依規則24-2b（不可移動之阻礙物）、規則25-1（異常地面 狀況）、規則25-3（錯誤果嶺）或當地規則（規則33-8a）採取脫困之原狀況妨礙的位置，或滾回依據規則25-2（嵌埋球）撿球之球痕中；（vi）滾動並靜止在超過第一次撞擊比賽場地之一部分二支球桿長度之地點；或 （vii）滾動並靜止在比以下各點（譯註：脫困所依規則之參考點）更接近球洞處： (a)其原來之位置或估計之位置（見規則20-2b），除非規則另有准許；或 (b)脫困之最近點或可供最大限度脫困點（規則24-2，25-1或25-3 ）；或 (c)原球最後進入水障礙或側面水障礙邊界之點（規則 26-1）。如該球重拋後仍滾進任何上列之處，它必須被置在盡可能靠近重拋球時第一次撞擊比賽場地之一部分的撞擊點上。
- 20-3 置球與置回原位：

- a. 由誰及在何處：依規則置球時，必須由球員本人或其搭檔為之。球依規則要置回原位，必須由下列之任一人員為之：(i) 撿起或移 動它之人 (ii) 其球員本人、或(iii) 其球員之搭檔。該球必須被置放在它被撿起或被移動之地點。如該球由任何其他人置放或置回原位，且此錯誤未依規則20-6之規定更正，該球員招致一桿之處 罰。在前述任一情形，該球員對任何其他因置放該球或將該球置回原位而發生之違反規則負責。如球或球標在置放該球或將該球置回原位之過程中意外地被移動，該球或球標必須置回原位。只要該球或球標之移動，是直接歸因於將該球置放或置回原位或移除球標之明確動作所致，並無處罰；否則，依規則18-2或20-1其球員招致一桿之處罰。 如要置回原位之球，被置放在它被撿起或被移動之地點以外的地方，且錯誤未依規則20-6之規定更正，其球員招致一般處罰，在比洞賽輸洞，或在比桿賽因違反可適用之規則二桿。
- b. 球要置放或置回原位之球位所處之狀態被改變：如球要置放或置回原位之原球位所處之狀態被改變： (i) 在障礙以外的地方，該球必須被置放在最接近也最類似原球位 所處之狀態處，而不超過原球位所處之狀態一支球桿長度的狀 態處，但不更接近球洞且不在障礙內。(ii) 在水障礙內，該球必須依照上述(i)款之規定置放，但它必須置 放在該水障礙內。(iii)在沙坑內，該球原球位所處之狀態必須盡可能重建，且必須將它置於該重建之狀態處之內。
- c. 置點無法確定：球要置放或置回原位之點如不可能確定時： (i) 在果嶺通道上，則該球必須拋在盡可能靠近其原所在處之地點，但不在障礙內或果嶺上。(ii) 在障礙內，則該球必須拋在該障礙內盡可能靠近其原所在處之地點。(iii) 在該洞果嶺上，則該球必須置放在盡可能靠近其原所在處之地點，但不在障礙內。例外：當恢復比賽時（規則6-8d），如要置球之點不可能確定， 則必須予以估計之，並將該球置於該估計點上。

- d. 球不能靜止在置點上：球置放後如不能靜止在置點上，並無處罰，該球必須重置；如它依然無法靜止在該置點上： (i) 在障礙以外的地方，則必須將它置在不更接近球洞且不在障礙 內，而能置放並處於靜止狀態之最近點上。(ii) 在障礙內，則必須將它置在該障礙內，不更接近球洞而能置放及處於靜止狀態之最近點上。 當球被置放時，如在置點上呈靜止而隨後又移動，除非適用任何 其他規則之規定，否則，該球必須以其球位所處之狀態擊打，並無處罰。

- 20-4 當球被拋下、置放或置回原位後是比賽球： 如球員之比賽球已被撿起，則當它被拋下或置放後再次成為比賽球。一球被置回原位後不論其球標是否已移除，該球成為比賽球。當替代球被拋下或置放後成為比賽球。 （球被不正確地替代：見規則15-2） （撿起被不正確地替代、拋下或置放之球：見規則20-6）
- 20-5 從上一打擊處做下一打擊： 當球員選擇或須要從上一打擊處做下一打擊時，他必須如下進行： a. 在開球區：要打之球必須從開球區內擊打，它可以從開球區內的 任何地方被擊打且可以被架在梯座上。b. 在果嶺通道上：要打之球必須被拋下，且拋下時必須先撞擊果嶺通道上比賽場地之一部分。 c. 在障礙內：要打之球必須被拋下，且拋下時必須先撞擊該障礙內比賽場地之一部分。d. 在該洞果嶺上：要打之球必須被置放在該洞果嶺上。
- 20-6 撿起被不正確地替代、拋下或置放之球： 被不正確地替代、被拋在或置放在錯誤之地方、或其他未依規則處理，但尙未擊打的球，可以免罰撿起，而後其球員必須正確地進行。
- 20-7 從錯誤之地方打球：  a. 通則：如球員： (i) 在規則所不允許做打擊、拋一球或置一球的比賽場地之一部分；或 (ii) 在規則要求被拋下之球必須重拋，或被移動之球必須置回原位時，對其比賽球做一打擊，即是從錯誤的地方打球。b. 比洞賽：如球員從錯誤的地方做一打擊，他輸該洞。c. 比桿賽：如競賽者從錯誤的地方做一打擊，他依可適用之規則招致二桿之處罰，只要他未犯嚴重之違規（見附註 1），他不用改正他的錯誤，且必須以從錯誤的地方所打的球打完該洞。 如競賽者發現自己是從錯誤的地方打球，且相信可能已犯嚴重之違規，他必須在從下一開球區做打擊之前，依規則打第二球以打完該洞；如正在打球之洞是該回合的最後一洞，他必須在離開該洞果嶺之前，宣告他要依規則打第二球以打完該洞。 如該競賽者打了第二球，他必須在繳回其記分卡前向委員會報告該事實，如他未如此做，他被取消比賽資格。委員會必須裁定該競賽者是否已嚴重違反可適用之規則，如他有，則以第二球所打之桿數計算，而該競賽者必須對該球在他的桿數上加二罰桿；如 該競賽者已犯嚴重之違規，而未依上述要點改正，他被取消比賽資格。

- 規則21 – 將球弄乾淨

- 如球在該洞果嶺上，當依規則16-1b撿起時可以將它弄乾淨，而球在別處被撿起時，除了是在下列情形外，也可以將它弄乾淨 : a . 為了確定它是否不適用於比賽（規則5-3）； b . 為了辨認（規則12-2），但在這種情況下只能將它弄乾淨至辨認所需之程度；或 c . 因它有助於或妨礙打球（規則22）。 如球員在一洞之賽程中，除本條規則所規定之情形外，如他將球弄乾淨， 他招致一桿之處罰；如該球已被撿起，必須置回原位。 如球員須要將一球置回原位而未如此做，他因違反可適用之規則招致一般處罰，但不另依規則21額外處罰。 例外：如球員因未依規則5-3、規則12-2、或規則22之規定作為已招致處罰，則不另依規則21額外處罰。

- 規則22 – 球有助於或妨礙打球

- 22-1 球有助於打球： 除了球是在運動中時之外，如球員認為某一球可能有助於任何其他球員時，他可以： a . 如是他的球，將之撿起；或 b . 要求撿起任何其他球。 依本條規則撿起之球必須置回原位（見規則 20-3），除非該球是位於該洞果嶺上，否則決不可以將它弄乾淨（見規則21）。在比桿賽，被要求撿球之球員可以先打而不撿球。 在比桿賽，如委員會確定競賽者們約定不撿起可能有助於任何競賽者之球時，他們即被取消比賽資格。
- 22-2 球妨礙打球： 除了球在運動中時之外，如球員認為另一球可能妨礙他打球，他可以要求將它撿起。 依本條規則撿起之球必須置回原位（見規則 20-3），除非該球是位於該洞果嶺上，否則決不可以將它弄乾淨（見規則21）。 在比桿賽，被要求撿球之球員可以先打而不撿球。

- 規則23 – 鬆散妨礙物

- 定義： 32.鬆散妨礙物（Loose Impediments） 「鬆散妨礙物」是指自然物，包括：．石塊、樹葉、大小樹枝及類似物 ．獸糞，和 ．蠕蟲、昆蟲與類似之物以及牠們所做的堆置物（Cast 見譯註二）和堆壘，只要它們不是：．固定的或正在生長的 ．緊實地嵌埋在地面上的，或．黏附在球上的。 沙及鬆散之土壤在該洞果嶺上的是鬆散妨礙物，在他處則不是。除了霜之外，雪和自然冰可依據球員之選擇，當作臨時積水或鬆散妨礙物。 露水和霜不是鬆散妨礙物。
- 23-1 脫困： 除了球及鬆散妨礙物均觸及同一障礙或均位於其內時之外，任何鬆散妨礙物都可以移除而免罰。 如球位於該洞果嶺以外之任何地方，而其球員移除鬆散妨礙物造成該球移動，適用規則18-2。 在該洞果嶺上，如球或球標在其球員移除鬆散妨礙物之過程中意外地被移動，該球或球標必須置回原位。只要該球或球標之移動是直接歸因於移除鬆散妨礙物所致，並無處罰；否則，該球員依規則 18-2招致一桿之處罰。 當球在運動中時，可能影響該球之移動之鬆散妨礙物決不可以移除。

- 規則24 – 阻礙物

- 定義： 38.阻礙物（Obstructions） 「阻礙物」是指除了下列以外之任何人造物，且包括道路及小徑之人 造路面和側面以及人造冰： a. 界定界外之物體，如圍牆、圍籬、界外樁及圍欄； b. 不可移動之人造物之任何位於界外的一部分；及 c. 任何經委員會宣佈是比賽場地整體之部分的構造物。
- 如阻礙物無須使用不合理之勞力、不會不當地延誤比賽及不會造成損害而可移動時，即為可移動之阻礙物。否則即為不可移動之阻礙物。

- 24-1 可移動之阻礙物： 球員可以免罰從可移動之阻礙物採取脫困如下：

- a. 如球並非位於該阻礙物之內或之上，該阻礙物可以移走，如該球移動了，必須將之置回原位。只要該球之移動是直接歸因於移除 該阻礙物所致，並無處罰。否則，適用規則18-2。
- b.如球位於該阻礙物之內或之上，該球可以撿起而將該阻礙物移除，若此情況是發生在果嶺通道上或障礙內時，則該球必須拋在，或如是發生在該洞果嶺上時則該球必須置在，盡可能靠近該球位於該阻礙物之上或之內的位置之正下方的地點，但不更靠近球洞。
- 球依本條規則撿起時可以將它弄乾淨。當球在運動中時，除了被照管、移開或握持之旗桿，或任一球員之裝備品外，其他可能影響該球移動之阻礙物決不可以被移動。（對球施加影響力，見規則1-2）

- 24-2 不可移動之阻礙物： a. 妨礙：當球位於不可移動之阻礙物之內或之上，或當該阻礙物妨礙球員之站位或其預定揮桿之範圍時，即發生不可移動阻礙物之妨礙。 如球員之球位於該洞果嶺上，而在該洞果嶺上之不可移動之阻礙 物介在他的推球線上時，也算發生妨礙，但不可移動之阻礙物介在擊球線上時，則非本條規則所定之妨礙。b. 脫困：除非球在水障礙或側面水障礙之內，否則其球員可以從不可移動之阻礙物之妨礙脫困如下：

- (i) 在果嶺通道上：如球位於果嶺通道上，其球員必須將該球撿起，免罰拋在距離脫困之最近點一支球桿長度內，且不比脫困之最近點更接近球洞處。脫困之最近點決不可以在障礙內或果嶺上。當該球在脫困之最近點一支球桿長度內拋下時， 該球必須先撞擊比賽場地之一部分，而該撞擊點可以避免該不可移動之阻礙物之妨礙且不在障礙內或果嶺上。
- (ii) 在沙坑內：如球在沙坑內，其球員必須將該球撿起，依下列 任一方式拋下它： (a) 免罰，依上述(i)款之規定處理，但脫困之最近點必須在該沙坑內，且該球必須拋在該沙坑內；或 (b) 罰一桿，在該沙坑外拋該球，保持該球之原所在位置正 好在該球被拋下之地點與球洞之間，該球可以拋下之地點在該沙坑後方多遠並無限制。
- (iii) 在該洞果嶺上：如球位於該洞果嶺上，其球員必須將該球撿起，免罰置放在障礙外之脫困之最近點上；脫困之最近點可以在該洞果嶺外。
- (iv) 在開球區：如球位於開球區上，其球員必須將該球撿起，並依上述(i)款之規定免罰拋下它。
- 球依本條規則撿起時可以將它弄乾淨。（球滾至仍受已脫困之狀況所妨礙之位置－見規則20-2c(V)）例外：球員不可以依本條規則脫困，如：(a) 由於不可移動之阻礙物以外其他事物之妨礙，使得該 打擊明顯行不通。或(b) 經由採取一明顯不合理之打擊，或不必要之異常站 位、揮桿或擊球方向，才會發生不可移動之阻礙物之妨礙時。

- 24-3 球在阻礙物內未被找到： 球在被打向阻礙物後未被找到，是否在該阻礙物內乃是事實認定的問題；為了適用本條規則，必須明確知道或幾乎確認該球是在該阻礙物內，在欠缺此種明知或確認時，其球員必須依規則27-1 進行。a. 球在可移動之阻礙物內未被找到：如未被找到之球已明確知道或幾乎確認是在可移動之阻礙物內時，其球員可以免罰依本條規則以另一球替代並脫困；如他選擇如此做，他必須移除該阻礙物，而若此情況是發生在果嶺通道上 或在障礙內時則將一球拋在，或如是發生在該洞果嶺上時則將一 球置在，盡可能靠近該球最後進入該可移動之阻礙物最外圍界線 之位置正下方之地點，但不更靠近球洞。b. 球在不可移動之阻礙物內未被找到：如未被找到之球已明確知道或幾乎確認是在不可移動之阻礙物內時，其球員可以依本條規則脫困；如他選擇如此做，則該球最後進入該阻礙物最外圍界線之地點必須予以確定，為了適用本條規則，該球被認定位於此地點，其球員必須如下進行： (i) 在果嶺通道上：如該球最後進入該不可移動之阻礙物最外圍 界線之地點是在果嶺通道上，則其球員可以免罰以另一球替代，並依規則24-2b(i)之規定脫困。 (ii) 在沙坑內：如該球最後進入該不可移動之阻礙物最外圍界線 之地點是在沙坑內，則其球員可以免罰以另一球替代，並依規則24-2b(ii)之規定脫困。(iii) 在水障礙內（包括側面水障礙）：如該球最後進入該不可移動之阻礙物最外圍界線之地點是在水障礙內，其球員無權免罰脫困。他必須依規則26-1 進行。 (iv) 在該洞果嶺上：如該球最後進入該不可移動之阻礙物最外圍界線之地點是在該洞果嶺上，則其球員可以免罰以另一球替代，並依規則24-2b(iii)之規定脫困。

- 規則25 – 異常地面狀況，嵌埋球與錯誤果嶺

- 定義： 1.異常地面狀況（Abnormal Ground Conditions） 「異常地面狀況」是指任何臨時積水、待修復地、或在比賽場地上穴居動物、爬蟲類或鳥類所做的坑洞、堆置物（Cast 見譯註一）或通道。 (譯註：異常地面狀況是指比賽場地內非常態之打球條件，但僅以本定義列舉之項目為限。)
- 25-1 異常地面狀況： a. 妨礙：當球位於或觸及異常地面狀況，或當該狀況妨礙球員之站位或其 預定揮桿之範圍時，即發生異常地面狀況之妨礙。如球員的球位於該洞果嶺上，而在該洞果嶺上之異常地面狀況介在其推球線上時，也算發生妨礙；但異常地面狀況介在擊球線上時，則非本條規則所定之妨礙。

- b. 脫困：除非球在水障礙或側面水障礙之內，否則其球員可以從異常地面狀況脫困如下： (i) 在果嶺通道上：如球位於果嶺通道上，其球員必須將該球撿起，免罰拋在距離脫困之最近點一支球桿長度內，且不比脫困之最近點更接近球洞處。脫困之最近點決不可以在障礙內或果嶺上。當該球在脫困之最近點一支球桿長度內拋下時，該球必須先撞擊比賽場地之一部分，而該撞擊點可避免該狀況之妨礙且不在障礙內或果嶺上。 (ii) 在沙坑內：如球在沙坑內，其球員必須將該球撿起而依下列任一方式拋下它： (a)免罰，依上述(i)款之規定處理，但脫困之最近點必須在該 沙坑內，且該球必須拋在該沙坑內；或如不可能完全脫困，則在該沙坑內比賽場地之一部分儘量靠近該球原所在處之地點，但不更接近球洞，並從該狀況所能提供之最大限度脫困之地點拋該球；或 (b)罰一桿，在該沙坑外拋該球，保持該球原所在位置正好在 該球被拋下之地點與球洞之間，該球可以拋下之地點在該沙坑後方多遠並無限制。 (iii) 在該洞果嶺上：如球位於該洞果嶺上，其球員必須將該球撿起，免罰置放在障礙外之脫困之最近點上；或如不可能完全脫困，在最接近該球原所在處，但不更接近球洞且不在障礙內，並從該狀況所能提供之最大限度脫困之地點置球。脫困之最近點或可供最大限度脫困之地點可以在該洞果嶺外。 (iv) 在開球區：如球位於開球區，其球員必須將該球撿起，依上述(i)款之規定免罰拋下它。 球依規則25-1b撿起時可以將它弄乾淨。（球滾至仍受已脫困之狀況所妨礙之位置－見規則20-2c(v)）例外：球員不可以依本條規則脫困，如： (a) 由於異常地面狀況以外其他事物之妨礙，使得該打擊明顯行不通。或 (b) 經由採取一明顯不合理之打擊，或不必要之異常站位、 揮桿或擊球方向，才會發生異常地面狀況之妨礙時。
- c. 球在異常地面狀況內未被找到: 球在被打向異常地面狀況後未被找到，是否在這樣的狀況內乃是事實認定的問題。為了適用本條規則，必須明確知道或幾乎確認該球是在該異常地面狀況內；在欠缺此種明知或確認時，其球員必須依規則27-1 進行。 如未被找到之球已明確知道或幾乎確認是在異常地面狀況內時，其球員可以依本條規則脫困；如他選擇如此做，則該球最後進入該異常地面狀況最外圍界線之地點必須予以確定，為了適用本條規則，該球被認定是位於此地點，其球員必須如下進行： (i) 在果嶺通道上：如該球最後進入該異常地面狀況最外圍界線之 地點是在果嶺通道上，其球員可以免罰以另一球替代，並依規則25-1b(i)之規定脫困。 (ii) 在沙坑內：如該球最後進入該異常地面狀況最外圍界線之地點在沙坑內，其球員可以免罰以另一球替代，並依規則25-1b(ii)之規定脫困。 (iii) 在水障礙內（包括側面水障礙）：如該球最後進入該異常地面狀況最外圍界線之地點是在水障礙內，其球員無權免罰脫 困。他必須依規則26-1 進行。(iv) 在該洞果嶺上：如該球最後進入該異常地面狀況最外圍界線之地點是在該洞果嶺上，其球員可以免罰以另一球替代，並依規則25-1b(iii)之規定脫困。

- 25-2 嵌理球： 如球員的球嵌埋在果嶺通道上任何經細密修剪過之區域，可以撿起並將它弄乾淨，然後免罰將之拋在儘量靠近它的原所在位置，但不更靠近球洞的地點上。當該球被拋下時，必須先撞擊果嶺通道上比賽場地之一部分。
- 25-3 錯誤果嶺： a. 妨礙當球在錯誤果嶺上時，即發生錯誤果嶺之妨礙。僅對球員之站位或預定揮桿之範圍之妨礙，並非本條規則所定之妨礙。 b. 脫困：如球員之球位於錯誤果嶺上，他決不可依該球之球位所處之狀態打它。他必須免罰脫困如下：該球員必須將該球撿起並拋在脫困之最近點一支球桿長度內，且不比該點更近球洞處，脫困之最近點決不可在障礙內或果嶺上。當在脫困之最近點一支球桿長度內拋球時，該球必須先撞擊比賽場地之一部分，而該撞擊點可避免錯誤果嶺之妨礙且不在障礙內或果嶺上。球依本條規則撿起時，可以將它弄乾淨。

- 規則26 – 水障礙（包括側面水障礙）

- 26-1 在水障礙內的球之脫困： 球在被打向水障礙後未被找到，是否在該障礙內乃是事實認定問題。在欠缺明知或幾乎確認打向水障礙但未找到的球是在該障礙內，其球員必須依規則27-1進行。如球在水障礙內被找到，或未被找到之球如已明確知道或幾乎確認是在一個水障礙內（不論該球是否位於水中），其球員可以罰一桿後：

- a. 依規則27-1 桿數與距離之規定，儘量靠近上一次原球被打之地點打一球（見規則 20-5）；或

- b. 在該水障礙後方拋一球，保持原球最後進入該水障礙邊界之點正好在該球被拋下之地點與球洞之間，該球可以拋下之地點在該水障礙後方多遠並無限制；或

- c. 惟如該球最後進入側面水障礙邊界時有額外之選擇，可以在該水障礙外下列之點二支球桿長度內拋一球，但不比下列之點更接近球洞： (i) 原球最後進入該水障礙邊界之點、或 (ii) 在該水障礙對面 邊界與(i)所述之點對球洞等距之點。

- 當依本條規則進行時，球員可以將球撿起並將之弄乾淨，或以一球 替代。（球在障礙內時禁止之行為－見規則13-4） （球在水障礙之水中移動－見規則14-6）

- 26-2 在水障礙內打球： a. 球靜止在同一或其他水障礙內：如由水障礙內所打之球經打擊後，靜止在同一或其他水障礙內，其球員可以：(i) 依罰一桿，儘量靠近在水障礙外所做上一打擊之地點打一球 （見規則20-5）；或 (ii) 依規則26-1a、26-1b、或如適用時依26-1c進行，依那條規則招致一桿之處罰。為了適用規則26-1b 或26-1c之目的，其參考點是原球最後進入該障礙的邊界之點。b. 球在障礙外遺失或無法打或在界外：如由水障礙內所打之球在該障礙外遺失、或認定為無法打，或在界外，其球員在依規則27-1或28a罰一桿後，可以儘量靠近在該障礙內原球上一次被打之地點打一球（見規則20-5）。如該球員選擇不在該地點打一球，他可以：(i) 另加罰一桿（造成總共二桿之處罰），且儘量靠近在水障礙外所做上一打擊之地點打一球（見規則20-5）；或 (ii) 依規則26-1b進行，或如26-1c適用時依之進行，依該規則之規定另加罰一桿（總共二桿之處罰），並以原球靜止在該障礙前最後進入該障礙邊界之點作為參考點。

- 規則27 – 球遺失或在界外；暫定球

- 27-1 桿數與距離；球在界外；球在五分鐘內未被找到： a. 依桿數與距離進行：在任何時間，球員可以在罰一桿後，儘量靠近上一次原球被打之地點打一球（見規則20-5）；亦即，依桿數與距離之處罰進行。 除非規則另有規定，否則球員如從上一次原球被打之地點對一球做了打擊，則他被認定已依桿數與距離之處罰進行。 b. 球在界外：如球在界外，球員在罰一桿後，必須儘量靠近上一次原球被打之地點打一球（見規則20-5）。 c. 球在五分鐘內未被找到：如球遺失是由於球員之一方、或他的或他們的桿弟開始尋找後五分鐘內未被找到，或未能被該球員辨認為他的球，該球員在罰一桿後，必須儘量靠近上一次原球被打之地點打一球（見規則 20-5）。例外：如已明確知道或幾乎確認未被找到之原球，是因局外者所移動（規則18-1）造成、是在一阻礙物內（規則24-3）、是在一異常地面狀況內（規則25-1c）或是在水障礙內（規 則26-1），其球員可以依適用之規則進行。
- 27-2 暫定球： a. 程序：如球可能遺失在水障礙外或可能在界外，為節省時間該球員可以依規則27-1先暫時地打一球，但他必須： (i) 先向他在比洞賽之對手、或在比桿賽之記分員或同組競賽者宣告他要打暫定球；且 (ii) 在他或他的搭檔前往尋找該原球之前先打一暫定球。如球員事先未符合上述之要求就打了另一球，則該球並非暫定球且依桿數與距離之處罰成為比賽球（規則27-1）；原球為遺失。 （從開球區之打球順序－見規則10-3）b. 暫定球何時成為比賽球：球員在到達原球可能之所在地點前，可以先打一暫定球。如他在原球可能之所在地點或比該地點更近球洞之位置，對暫定球做了打擊，原球即為遺失，而該暫定球依桿數與距離之處罰成為比賽球（規則27-1）。 如原球在水障礙外遺失，或在界外，則該暫定球依桿數與距離之處罰成為比賽球（規則27-1）。例外：如未被找到之原球已被明確知道或幾乎確認是被局外者移動（規則18-1）所造成，或是在阻礙物（規則24-3）或異 常地面狀況之內（規則25-1c），則其球員可以依適用之規則進行。c. 何時應放棄暫定球：如原球既未遺失也未在界外，則其球員必須放棄該暫定球，繼續以原球比賽。如原球已被明確知道或幾乎確認是在水障礙內， 該球員可以依規則26-1進行；在任一情況，如該球員對該暫定球做了任何進一步之打擊，則他是打了錯誤球，適用規則15-3之規 定。

- 規則28 – 無法打之球

- 除非球是在水障礙內，否則球員可以認定其在比賽場地上任何地點之球為無法打。至於其球是否為無法打，該球員是唯一之判斷者。 如球員認定其球為無法打，在罰一桿後，他必須：

- a. 依規則27-1桿數與距離之規定，儘量靠近上一次原球被打之地點打一球 （見規則20-5）；或
- b. 在該球原所在位置後方拋一球，並保持該位置正好在該球被拋下之地點與球洞之間，該球可以拋下之地點在該位置後方多遠並無限制；或

- c. 在該球原所在位置二支球桿長度內拋一球，但不更靠近球洞。 如無法打之球是在沙坑內，球員可以依a、b或c款進行。如他選擇以b或c 款進行，球必須拋在該沙坑內。當依本條規則進行時，球員可以將球撿起並弄乾淨，或以一球替代。

規則手冊的後段篇幅 (規則29至規則34) 主要是界定除了比洞賽和比桿賽以外的其他比賽方式，同時亦賦予當地委員會在舉辦賽事時對場地與競賽的管理具有最高的權責。
附錄Ⅰ包含了對"當地規則"的敘述。第一部分定義當地規則依規則33-8a之規定，若合乎本附錄之一些制定方針，則委員會可以為當地之異常狀況制定並公佈當地規則。此外有關可行與被禁止的當地規則之詳細資訊收錄於「高爾夫規則判例」中之規則33-8 項目內與「賽務指南」內。
如當地之異常狀況對正常比賽造成妨礙，而委員會認為有必要修改某一高
爾夫規則，必須獲得R&A之授權。
若符合附錄I之制定方針，委員會可以參考下列當地規則範例，將之印於記分卡上或公告於佈告欄上。但臨時性的當地規則不應印在記分卡上。第二部分為當地規則範例說明場地狀況適用於比賽的方針。第三部分為比賽條件說明規則33-1規定：「委員會必須制定將舉行的競賽之比賽條件。」，這些條件應包括許多事項，例如報名方式、資格、要打之回合數等不適合在高爾夫規則或本附錄中予以規定之事項；關於這些條件的詳細資訊規定於「高
爾夫規則判例」規則33-1的各相關判例及「賽務指南」之中。
附錄 Ⅱ、Ⅲ和Ⅳ講述有關任何球桿、球、裝置或其他裝備品之設計必須符合的規格。如果球員在採購上述各裝備品時，例如：具有新奇特性的高爾夫球、或是可以打出超遠距離的木桿等，對規格之合法性有疑問時，應向R&A諮詢。製造業者應將要製造之各裝備品樣品送交R&A以便裁決該裝備品是否符合規則之規定。送交之樣品成為R&A之財產，以備參考之用。如製造業在生產及/或販賣各裝備品前，未將各裝備品樣品送交或未等待其裁決，製造業者要承擔該裝備品為不符合規則之裁決之風險。

## 判例
除了規則和禮儀之外，英國R&A規則有限公司和美國高爾夫協會 (USGA)也出版了另一本內容更豐富且針對著高爾夫規則本身在某些情況下不夠明朗時規範出適當的處置程序。為了方便查找，高爾夫規則判例一書的內容編輯是完全依據規則和子規則的排列順序導入的。當球員對判決仍有懷疑時，他們可以詢問裁判是引用判例書中的那一條。
某些判例的目的在於澄清。舉例，規則17-1規定任何人"站在球洞旁"，則他被認定在照管旗桿。這個敘述帶點模糊，因此在判例書中規則17-1/1陳述涵義為當任何人已接近到足以觸碰到旗杆時就是"站在球洞旁"。某些判例的目的在於定義特殊或意外的案件之適當程序。舉例，判例書中規則6-6a/4說明當記分員在爭議被裁決對競賽者有利後，仍拒絕在計分卡上簽名時，該記分員没有懲罰的處置；理由：雖然委員會已經裁決，記分員還是沒有必要在他相信桿數並不正確的計分卡上簽名；不過，該記分員必須將該實情報告及對他認為正確的那些桿數加以證明。委員會應接受任何目擊者對觀賽過程的敘述來證明競賽者的桿數。就算找不出目擊者來作證，委員會還是應接受競賽者沒有證明的桿數。某些判例的目的在於規範球員們的擊球動作以及裝置或其他裝備品的使用或是委員會與球場經手賽事的實施是屬於合法或不合法。舉例，判例書中有大量關於規則14-1如何來定義球員以球桿桿頭對球擊打是正當或是不正當，而判例書關於規則17的通則裡則是針對旗桿及附加物的變動乃是來自球場本身為清楚標示球洞在果嶺上的位置，或協助判斷距離的功能而予以肯定。
判例會因各種狀況的需求而產生，也會隨著規則的修訂而增減。由於內容龐大，通常不會被包含在高爾夫規則手冊內。但是英國R&A規則有限公司和美國高爾夫協會 (USGA)都有比照高爾夫規則手冊的方式提供在官方網站上登錄查找的服務。(2016-2017年中文版的高爾夫規則判例也是由中華民國高爾夫協會規則編譯小組：傅祖健委員與趙慕濤委員共同編譯完成，有興趣深入探討者可逕向中華民國高爾夫協會接洽訂購)

## 著名的修改規則案例
高爾夫規則歷來最大一樁修訂是在2008–2011年版本中有關球桿頭不可以具備過高彈性效應的新規則。是項修訂導致兩大主管機構為此發行相關產業販售的開球桿中已經通過審核及尚未通過審核的產品名單。
在2010年新規則中更強制規定了職業賽與高階業餘賽中使用球桿面溝槽的標準範圍。這項變革的目的是為了降低球員們刻意追求擊球時產生的背轉效果，一昧地增加球桿面撞擊區的粗糙度。然而，美國的球具製造商 Ping (golf) 依據早在1990年代修訂定規則所生產的 Eye 2 系列鐵桿組，並沒有被列入尚未通過審核的產品名單，通常被認定是合格的產品也行之有年。這項新規定卻導致2010年的 PGA巡迴赛季初期的一場爭議，當時知名球員菲爾·米克森正在使用這款鐵桿組。 雖然菲爾·米克森採用這款鐵桿組作為裝備當時是屬於合格的產品，Ping (golf) 卻在這節骨眼决定放棄向主管機構申述該系列鐵桿組長達20年的合法身分，導致早年生產的Ping Eye 2系列鐵桿組被一股腦地列入未通過審核的產品名單。 Ping (golf) 後續生產的Ping Eye 2系列挖起桿，則完全符合球桿面溝槽標準的新規定。
在2011年10月24日發行的2012–2015年版本。有九條規則被修訂，最著名的案例是：被球員對準後發生移動的比賽球(規則18-2b)。根據這條規則羅伊·麥克羅伊在2011年英國高爾夫球公開賽的最後一輪比賽中遭到懲處。
在2016年版中增加了規則14-1b 錨定做打擊之球桿：球員在做打擊時，決不可以“直接地”或利用“錨定點”錨定做打擊之球桿。這項修訂明顯地對長推桿的使用者有很大的影響，兩大管理機構同聲指出，"雖然這項運動賦予高爾夫球員可以按照他或她獨特的風格去做各式各樣的打擊動作，但也必須針對某些特殊的擊球動作加以限制。"
在2017年4月25日，判例中發佈了規則34-3/10，其限制使用電視錄影的片段作為規則事件時的主要佐證，即使該電視錄影的片段能夠達到某種程度的建議性證明，倘若該項違規是"無法以肉眼察覺到的"，或是該球員已經完成了"所有合理的要求做出準確的估計與測量"來正確地擊打或辨識他/她的比賽球。儘管最高仲裁機構指出這項宣布是為了提升規則更符合現代化的一項努力，媒體咸信該項修訂全肇因於2017年納貝斯克錦標賽(女子四大滿貫賽之一的 Kraft Nabisco Championship 自2015年改名為全日空錦標賽 ANA Inspiration至今)發生的事件，球員萊希·湯普森受到電視機前觀看轉播的球迷檢舉她在第三輪比賽時一個從錯誤地方打球的成績紀錄，她遭到了追溯性的四桿處罰， 故暱稱為"萊希·湯普森條款"。

## 外部連結
- 高爾夫規則 R&A 2008-2011年
- USGA 高爾夫規則 （页面存档备份，存于）